# Campeonato Sudamericano de Hockey sobre césped masculino de 2010
El Campeonato Sudamericano de Hockey sobre césped masculino de 2010 se llevó a cabo desde el 3 al 11 de abril de 2010 en Río de Janeiro, Brasil. El campeón y el subcampeón clasificaron a los Juegos Panamericanos 2011.
La competencia consistió en un formato de todos contra todos, con partidos por el quinto y tercer puesto y final. En la misma Argentina se consagró tetracampeon al ganarle en la final a Chile por 3-0. Por otro lado, Uruguay finalizó tercero por tercera vez, al ganarle 1-0 a Brasil en el partido por la medalla de bronce en la prórroga.

## Equipos participantes
- Argentina
- Brasil
- Chile
- Paraguay
- Uruguay
- Venezuela

## Primera fase

### Grupo único
– Clasificados a la final y a los Juegos Panamericanos 2011.
     – Jugaran el partido por el tercer puesto.
     - Jugaran el partido por el quinto puesto.
| Equipo    | Pts | PJ | V | E | D | GF | GC | DIF |
| --------- | --- | -- | - | - | - | -- | -- | --- |
| Argentina | 15  | 5  | 5 | 0 | 0 | 53 | 1  | +52 |
| Chile     | 12  | 5  | 4 | 0 | 1 | 35 | 7  | +28 |
| Uruguay   | 9   | 5  | 3 | 0 | 2 | 11 | 16 | -5  |
| Brasil    | 6   | 5  | 2 | 0 | 3 | 10 | 22 | -12 |
| Venezuela | 3   | 5  | 1 | 0 | 4 | 4  | 32 | -28 |
| Paraguay  | 0   | 5  | 0 | 0 | 5 | 3  | 38 | -35 |

### Resultados
| 3 de abril, 2010 07:30 |      |          |  |  |
| Chile                  | 13–0 | Paraguay |  |  |

| 3 de abril, 2010 11:00 |     |           |  |  |
| Uruguay                | 5–0 | Venezuela |  |  |

| 3 de abril, 2010 14:30 |      |           |  |  |
| Brasil                 | 0–12 | Argentina |  |  |

| 4 de abril, 2010 07:30 |     |         |  |  |
| Chile                  | 6–1 | Uruguay |  |  |

| 4 de abril, 2010 11:00 |      |           |  |  |
| Argentina              | 15–1 | Venezuela |  |  |

| 4 de abril, 2010 14:30 |     |        |  |  |
| Paraguay               | 0–5 | Brasil |  |  |

| 7 de abril, 2010 09:15 |      |          |  |  |
| Argentina              | 14–0 | Paraguay |  |  |

| 7 de abril, 2010 12:45 |     |           |  |  |
| Chile                  | 8–0 | Venezuela |  |  |

| 7 de abril, 2010 16:15 |     |         |  |  |
| Brasil                 | 0–2 | Uruguay |  |  |

| 8 de abril, 2010 09:15 |     |       |  |  |
| Argentina              | 4–0 | Chile |  |  |

| 8 de abril, 2010 12:45 |     |          |  |  |
| Uruguay                | 3–2 | Paraguay |  |  |

| 8 de abril, 2010 16:15 |     |        |  |  |
| Venezuela              | 0–3 | Brasil |  |  |

| 9 de abril, 2010 09:15 |     |         |  |  |
| Argentina              | 8–0 | Uruguay |  |  |

| 9 de abril, 2010 12:45 |     |          |  |  |
| Venezuela              | 3–1 | Paraguay |  |  |

| 9 de abril, 2010 16:15 |     |       |  |  |
| Brasil                 | 2–8 | Chile |  |  |

### 5 Puesto
| 11 de abril, 2010 09:30 |     |          |  |  |
| Venezuela               | 7–4 | Paraguay |  |  |

## Segunda fase

### 3 Puesto
| 11 de abril, 2010 12:00 |           |        |  |  |
| Uruguay                 | 1–0 (eat) | Brasil |  |  |

### Final
| 11 de abril, 2010 14:30 |     |       |  |  |
| Argentina               | 3–0 | Chile |  |  |

| Campeón del Campeonato Suramericano 2010 |
| ---------------------------------------- |
| Argentina Cuarto Título                  |

## Clasificación general
| Pos | Equipo    |
| --- | --------- |
| 1   | Argentina |
| 2   | Chile     |
| 3   | Uruguay   |
| 4   | Brasil    |
| 5   | Venezuela |
| 6   | Paraguay  |

## Clasificados a losJuegos Panamericanos 2011
| Bandera de Argentina | Bandera de Chile |
| Argentina            | Chile            |
| -------------------- | ---------------- |